# Mörkret
Mörkret är en by i Särna socken i Älvdalens kommun. Den ligger 24 km väster om Särna vid Fuluälven.
Vid byn finns Fulufjällets nationalpark och Njupeskär, Sveriges högsta vattenfall, samt Mörkrets skans, en försvarsanläggning från andra världskriget.
Mörkret är den ort i Sverige som ligger längst från havet med 220 km till närmsta kust.

## Fritidsaktiviteter
På vintern finns det möjlighet åka med hundspann eller skoter. Det finns ett stort antal markerade leder med övernattningsmöjligheter. 
Vid stranden av Fuluälven ligger en vildmarkscamping.
I nationalparken finns Njupeskärserveringen och Naturum.